# Tafelwijn
Tafelwijn (Frans: Vin de table of Italiaans: Vino da tavola) is wijn zonder specifieke afkomst- en/of kwaliteitseisen. Vaak betreft het goedkopere wijnen. Uitzonderlijk kunnen het kwaliteitswijnen zijn die - bijvoorbeeld door de eigenzinnigheid van de wijnboer - niet aan bepaalde wettelijke voorschriften voldoen en tot de status van tafelwijn worden "gedegradeerd".
Een iets hoger geclassifiseerde wijn is landwijn. 

## Frankrijk
De eenvoudigste wijnen worden in Frankrijk verkocht als vin de table.  Ze worden vaak versneden met wijnen uit andere streken, bijvoorbeeld uit Italië of Noord-Afrika.  Voor tafelwijnen worden dikwijls, zoals in Languedoc-Roussillon, traditionele druivenrassen gebruikt. Carignan of de cinsault zijn gewone druiven zonder bijzondere aroma's. Wijnen die er uit voortkomen zijn dan ook eenvoudig. De nationale kwaliteitsnormen zijn relatief laag.
Er zijn tafelwijnen zonder aanduiding van oorsprong (vin de table) en tafelwijnen met aanduiding van de oorsprong. Deze laatsten zijn dan de wijnen die het predicaat Vin de pays mogen voeren, maar hierdoor onderworpen zijn aan iets stringentere productienormen en controles.
- Rode tafelwijnen worden in Frankrijk vaak aangeduid als de gros rouges (letterlijk het gros van de rode wijnen).
- Als men het over eenvoudige witte wijnen heeft zegt men vaak les blancs dits génériques.

Soms komt een tafelwijn uit een interessante terroir ook al vallen deze niet onder de Appellation d'Origine Contrôlée (AOC). Cépages buiten hun oorsprongsgebied, maar van een goede wijnboer, kan het brengen tot een tafelwijn van hoge kwaliteit. Vaak worden deze dan onder een merknaam verkocht, waardoor ze zonder de aanduiding AOC of Vin de pays goed kunnen worden verkocht.